# ميوزاك
ميوزاك (بالفرنسية: Meuzac)‏ هي بلدية في مقاطعة فيين العليا في منطقة أقطانية الجديدة غرب وسط فرنسا.